# 椭圆叶石楠
椭圆叶石楠（学名：Photinia beckii）为蔷薇科石楠属的植物，是中国的特有植物。分布于中国大陆的云南等地，生长于海拔1,700米至1,800米的地区，多生在灌丛中，目前尚未由人工引种栽培。